# Microsoft Dynamics AX
Microsoft Dynamics AX — це один з програмних продуктів компанії Microsoft, який належить до систем управління ресурсами підприємства. Він входить до лінійки Microsoft Dynamics.

## Історія
Microsoft Dynamics AX бере свій початок від програмного продукту Axapta, який було розроблено данською компанією Damgaard Data A/S. У 2000 році відбулося злиття компаній Damgaard та Navision Software A/S. Об'єднану компанію, яка спочатку мала назву NavisionDamgaard, а пізніше Navision A/S, влітку 2002 року придбала корпорація Microsoft. Вперше Axapta було випущено в березні 1998 року на данському та американському ринках. Сьогодні цей продукт продається і підтримується на 45 мовах у більшій частині світу.
9 червня 2006 року корпорація Microsoft закінчила розробку останньої стабільної версії продукту (4.0).

## MorphX та X++
Для допрограмування і модифікації системи під потреби користувача в AX існує своє інтегроване середовище розробки (IDE) MorphX, до якого входять такі інструменти розробки, як дебагер, аналізатор коду та інтерфейс запитів. Це середовище знаходиться в тій самій клієнтській програмі, з якою працює звичайний користувач, і таким чином дозволяє займатися розробкою на будь-якому з її екземплярів. Розробка в AX відбувається за допомогою мови програмування X++, яка дуже нагадує C# і Java.